# C. J. Watson
Charles Akeem Watson, Jr. (* 17. April 1984 in Las Vegas, Nevada) ist ein US-amerikanischer Basketballspieler. Ab 2010 spielte der 1,88 m große Guard bei den Chicago Bulls. Im Sommer 2012 wurde sein Vertrag von Seiten der Chicago Bulls nicht verlängert und Watson wechselte innerhalb der Liga zu den Brooklyn Nets. Vor der Saison 2013/14 wechselte er zu den Indiana Pacers. Seit dem Sommer 2015 spielt er für die Orlando Magic.